# Yela (peuple)
Pour les articles homonymes, voir Yela.
Les Yela est un  peuple d'Afrique centrale établi en République démocratique du Congo, dans la région forestière du Kasaï-Oriental.

## Langue
Leur langue est le yela, une langue bantoue dont le nombre de locuteurs était estimé à 33 000 en 1977.